# Мешково (Орловская область)
Мешково — деревня в Урицком районе Орловской области России.
Входит в состав Городищенского сельского поселения.

## География
Ближайшие населённые пункты — Муравлёво, Борщёвка и Белолунино.
Имеются пять улиц — Введенская, Никольская, Дашкова, Садовая и Заречная.

## Население
| 2002 | 2010 |
| ---- | ---- |
| 135  | ↘111 |